# Castel Corno
Castel Corno è un castello in parte ridotto a rudere, situato nei pressi di Lenzima, frazione di Isera.

## Storia
La storia di Castel Corno inizia probabilmente nel X secolo, viene citato dal 1178 e nel corso tempo ebbe diversi proprietari.

## Origini del nome
Il maniero prende nome dalla forma della rupe chiamata "Corno".

## Feudatari che dominarono il castello
Già nel X secolo si parla dei Signori di Castelcorno, imparentati con i Signori di Lizzana e di Brentonico, che si erano stabiliti in questa zona.
Dal 1234 al 1242 il signore ricordato nelle cronache del tempo fu Aldrighetto di Toblino.
Vennero poi Castelbarco, che ottennero il feudo dal Principe Vescovo Mainardo di Neuhaus (1349-1360). 
Marco da Caderzone tentò di conquistare il castello per conto dei Lodron che nel 1456 erano giunti in Val Lagarina ed erano riusciti a scacciare i Castelbarco da Noarna e da Castellano, creando il Feudo di Castellano-Castelnuovo. I Lodron lo espugnarono nello stesso anno, motivando la loro azione col rifiuto dei Castelbarco di riconoscere il Principe‑Vescovo di Trento.
Nel 1487 sulla piana ad ovest di Castel Pradaglia si svolse una singolar tenzone tra Antonio Maria Sanseverino figlio del condottiero Roberto di San Severino ed il Conte tirolese Giovanni di Sonnenburg che ne uscì vittorioso. Con l'estinzione della famiglia Castelbarco‑Castelcorno, nel 1499, il principe vescovo di Trento Udalrico Lichtenstein diede il castello a suo fratello Paolo, la cui famiglia (da non confondere con il Casato di Liechtenstein) ne mantenne il controllo sino al 1762.

## Dal Settecento a oggi
Col 1700 il castello tornò nelle mani del Principe Vescovo e cominciò la sua decadenza. Nel 1897 fu venduto al Comune di Lenzima, attualmente frazione del Comune di Isera, e durante la prima guerra mondiale diventa postazione di osservazione e d'artiglieria austriaca e subendo vari danni. 
Nel 1928 diventò proprietà del Comune di Isera. Attualmente parte del castello è stata restaurata ed è visitabile in primavera ed in estate.

## Descrizione

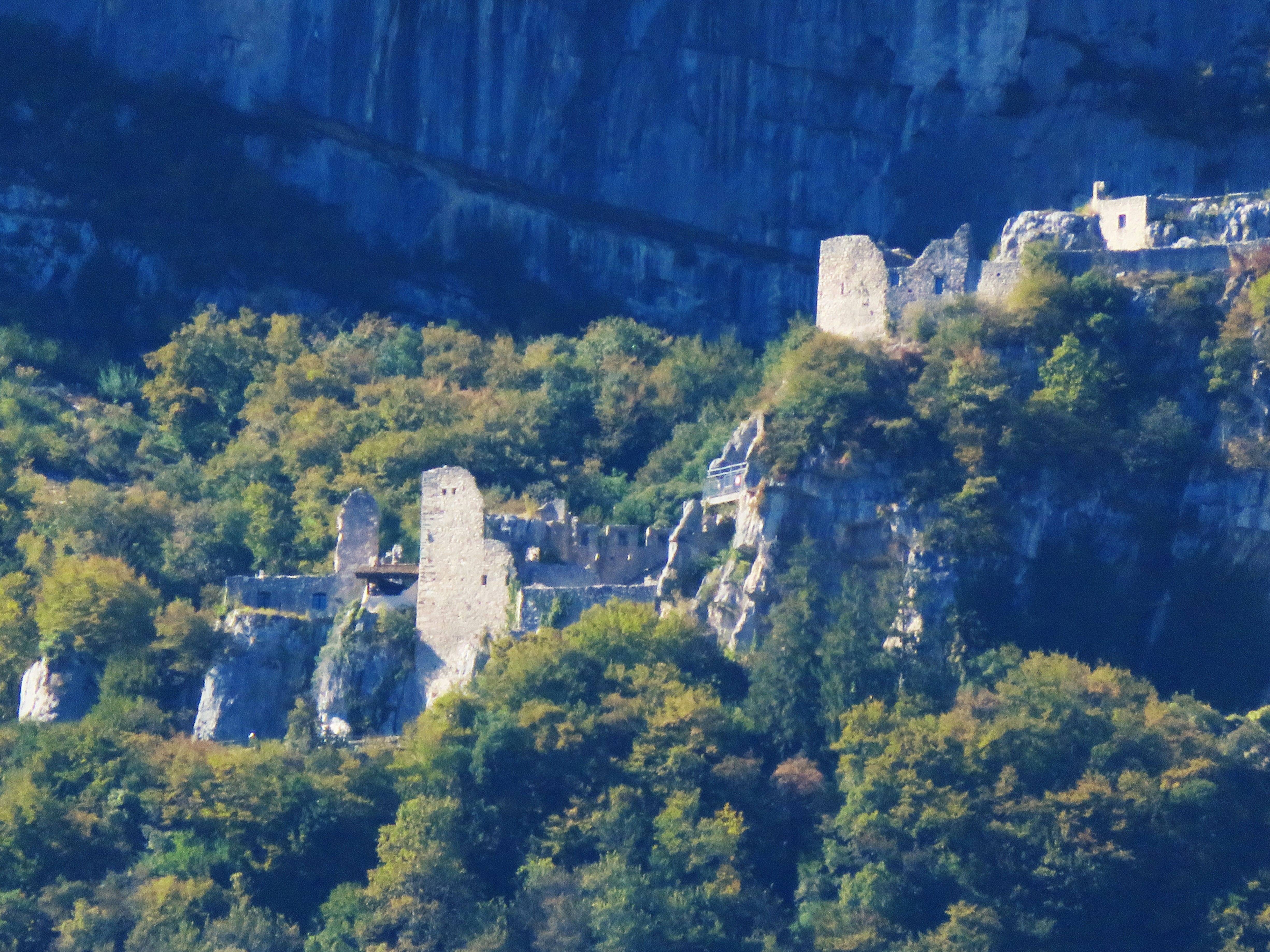
Castel Corno visto dal fondovalle della Vallagarina, nella zona di Rovereto

Il Castel Corno sorge sul monte Biaena, a 846 m s.m. d'altezza e ha una superficie totale di 2300 m2. L'edificio, grazie alla sua struttura, è perfettamente integrato all'ambiente morfologico circostante nel quale si trova. Dispersivo ad una prima occhiata, in realtà il complesso è unitario e compatto.
Il castello è composto da diverse parti: il castello superiore(1450 m2), ossia il più antico e il castello inferiore(850 m2), che è il più recente. La rocca fungeva solo come vedetta e non sono presenti forme di difesa come fossati o ponti levatoi. Nonostante ciò, il castello era comunque difeso in modo adeguato: bisognava oltrepassare tre portoni in salita per accedervi; rendendolo in tale maniera complicato da conquistare.
Alla difesa della rocca vi era ulteriormente una passerella di ronda. Nel mezzo del cortile vi è una torre costruita nel 1500. Castel Corno aveva anche due terrazzamenti rivolti verso la Valle dell'Adige, quindi poteva controllare le due importanti vie di comunicazioni presenti al tempo dello splendore del castello: il fiume Adige e la strada che passava accanto a questo.
Nelle vicinanze del castello non ebbero luogo molte battaglie perché il maniero non era facilmente visibile dalla valle e la sua posizione giustificava solo eventuali assedi. Nel XV secolo, la Vallagarina viene occupata dalla Repubblica di Venezia, e Castel Corno, poco interessante per gli interessi veneziani, fu uno dei rari luoghi che in tale occasione non vennero attaccati.

## Studi sul sito del castello
Il Museo Civico di Rovereto a partire dal 1987 e sino ai primi anni del 2000 condusse sul sito approfondite ricerche storiche. Venne ricostruita l'esatta planimetria e i locali furono classificati in base alla loro funzione.

### Leggenda di Corrado e Berta
Una leggenda racconta la vicenda tagica di Corrado e Berta. Il cavaliere Corrado di Seiano fu ospite in questo castello e vi incontrò la bella castellana Berta. I due si innamorarono e decisero di sposarsi ma, mentre venivano celebrate le loro nozze, Berta venne trasformata in statua di pietra mentre si udivano le parole: Questo castello sarà maledetto per sempre.